# L'il·lusionista
L'il·lusionista (originalment en anglès, The Illusionist) és una pel·lícula de misteri romàntica estatunidenca de 2006 escrita i dirigida per Neil Burger i protagonitzada per Edward Norton, Paul Giamatti i Jessica Biel. Es basa lliurement en el conte de Steven Millhauser "Eisenheim the Illusionist". La pel·lícula explica la història d'Eisenheim, un mag a la Viena de finals del segle xix, que es retroba amb el seu amor d'infantesa, una dona molt per sobre de la seva posició social. La pel·lícula també representa una versió de ficció de l'incident de Mayerling.
La pel·lícula es va estrenar al Festival de Cinema de Sundance i va obrir el Festival Internacional de Cinema de Seattle de 2006; es va distribuir en estrena limitada als cinemes el 18 d'agost de 2006 i es va expandir als Estats Units l'1 de setembre. La pel·lícula va ser un èxit comercial i de crítica. La versió doblada en català es va estrenar el 13 de novembre de 2009 a TV3. També s'ha doblat al valencià per a À Punt.

## Repartiment
- Edward Norton com a Eduard Abramovich "Eisenheim"
  - Aaron Johnson com el jove Eduard Abramovich
- Paul Giamatti com a l'inspector Walter Uhl
- Jessica Biel com a la duquessa Sophie von Teschen
  - Eleanor Tomlinson com la jove Sophie von Teschen
- Rufus Sewell com el príncep Leopold, hereu del tron austrohongarès
- Eddie Marsan com a Josef Fischer
- Jake Wood com a Jurka
- Tom Fisher com a Willgut